# (12444) Prothoon
(12444) Prothoon (1996 GE19) – planetoida z grupy trojańczyków okrążająca Słońce w ciągu 12,07 lat w średniej odległości 5,26 j.a. Odkryta 15 kwietnia 1996 roku.